# Pulmonales Banding
Als pulmonales Banding bezeichnet man eine Operation, bei der der Hauptstamm der beiden Lungenarterien (Truncus pulmonalis) mit einem Bändchen künstlich eingeengt wird. Bei einem Herzfehler mit Links-rechts-Shunt schützt das Banding den Lungenkreislauf vor dem erhöhten Blutfluss und der sonst drohenden pulmonalen Hypertonie. Im Rahmen der nachfolgenden Korrekturoperation des Herzfehlers wird das Bändchen wieder entfernt.